# Tony Boselli
Don Anthony Boselli Jr. (Modesto, 17 aprile 1972) è stato un giocatore di football americano, di nazionalità statunitense, che ha giocato nel ruolo di offensive tackle per i Jacksonville Jaguars della National Football League (NFL). Fu scelto nel corso del primo giro (2º assoluto) del Draft NFL 1995 dai Jaguars. Al college ha giocato a football alla University of Southern California. Nel 2022 è stato introdotto nella Pro Football Hall of Fame.

## Carriera professionistica
Boselli fu scelto come secondo assoluto nel Draft 1995 dalla nuova franchigia dei Jacksonville Jaguars, la loro prima scelta della storia. Come risultato dei suoi successi professionali e della sua popolarità nella zona, i ristoranti McDonald's dell'area di Jacksonville offrirono il "Boselli Burger" in suo onore in quel periodo di tempo.
Boselli fu scelta da un'altra nuova franchigia, gli Houston Texans, nel draft di espansione 2002 ma gli infortuni lo costrinsero a non giocare nella stagione e lo forzarono al ritiro dopo la fine della stessa. Come segno del suo successo a Jacksonville, l'8 ottobre 2006 egli fu il primo giocatore indotto nella "Pride of the Jaguars", l'Hall of Fame della squadra, e firmò un contratto simbolico di un giorno per ritirarsi come Jaguar.
Boselli fu inserito nella lista preliminare per i candidati ad entrare nella Pro Football Hall of Fame nel 2009. Il 22 maggio 2014 fu inserito nella College Football Hall of Fame.

## Palmarès
- (5) Pro Bowl (1996, 1997, 1998, 1999, 2000)
- (3) All-Pro (1997, 1998, 1999)
- PFWA All-Rookie Team - 1995
- Formazione ideale della NFL degli anni 1990
- Pride of the Jaguars
- Pro Football Hall of Fame (classe del 2022)
- College Football Hall of Fame

## Statistiche
| Partite totali             | 91 |
| Partite totali da titolare | 90 |
| Fumble recuperati          | 5  |